# Dom Heigelmannów w Czapurach
Dom Heigelmannów – okazały dom wiejski, zlokalizowany w Czapurach przy ul. Poznańskiej, bezpośrednio przy drodze z Poznania do Rogalinka.
Dom Heigelmannów, stojący bokiem do drogi, jest przykładem wybujałej architektury realizowanej przez bardzo zamożnych rolników, zamieszkujących wsie podpoznańskie, z których duża część miała korzenie bamberskie. Architektura obiektu nawiązuje do dworów wielkopolskiego ziemiaństwa. Cztery kolumny wspierają okazały portyk od północy, kryjący wejście paradne (drugie, gospodarcze znajduje się od strony podwórza i także ma zadaszenie, oparte na dwóch kolumnach). Domowi towarzyszą okazałe zabudowania gospodarcze - stajnia, stodoła, narzędziownia i inne. Przy ul. Poznańskiej 71 stoi inny dom bamberski, znacznie skromniejszy, także należący do członka rodziny i stanowiący ongiś całość z dużym gospodarstwem. Nieopodal stoi także wystawiona przez Heigelmannów kapliczka maryjna z 1871. Została zniszczona przez nazistów w 1941 i odbudowana w 1947 w nowej formie. Heigelmannowie byli rodziną wyjątkowo zamożną, posiadającą rozległe dobra ziemskie (głównie pola uprawne i pastwiska nadwarciańskie).